# Hart (Teksas)
Hart je grad u američkoj saveznoj državi Teksas. Prema popisu stanovništva iz 2010. u njemu je živjelo 1.114 stanovnika.